# Elisa Breton
Elisa Breton (Viña del Mar, 25 de abril de 1906-Le Kremlin-Bicêtre, 5 de abril de 2000), nacida Elisa Latte Elena Bindhoff Enet y también conocida como Elisa Bindhoff o Élisa Claro-Breton fue una artista y escritora francesa de origen chileno y la tercera mujer del escritor surrealista francés André Breton.

## Trayectoria
Fue la segunda hija de los cuatro que nacieron en el seno de un matrimonio de origen alemán instalado en Chile, tocaba el piano y hablaba varios idiomas. Durante su infancia tuvo lugar la Primera Guerra Mundial en la que desapareció su padre enrolado en un barco como traductor de español. Estuvo casada con el político chileno Benjamin Claro Velasco con el que tuvo una hija, Ximena. Tras divorciarse, viajó con ella a Estados Unidos y se instalaron en Nueva York, ciudad que en aquel momento era un hervidero de artistas procedentes tanto de Estados Unidos como de Europa que habían huido de la Segunda Guerra Mundial. El 13 de agosto de 1943, su hija Ximena de 14 años, se ahogó al volcar su barca mientras practicaba navegación en compañía de dos amigas del campamento donde pasaba las vacaciones en la costa de Massachusetts, lo que le provocó un gran dolor que la debilitó enormemente. Llegó a contraer el tifus, enfermedad entonces incurable, de la que se recuperó después de un largo tiempo hospitalizada, gracias a obtener autorización para ser tratada con penicilina, que en aquel tiempo se encontraba en etapa experimental. De manera que fue la primera mujer a quien se le administró el fármaco. Durante su recuperación, tuvo el apoyo del estudiante de arquitectura chileno Nemesio Antúnez, ingresado en el mismo hospital. Pasó la convalecencia en Nueva York, en casa del matrimonio chileno compuesto por Ruth Schneider y el pianista Claudio Arrau, disfrutando de la compañía de su amiga también chilena Julia Cohen o del músico Otto Klemperer.
En diciembre de 1943, conoció a André Breton, el líder del movimiento surrealista, en el restaurante francés Larre’s de la calle 56 de Manhattan, en Nueva York. Breton vivía en la misma calle y frecuentaba este restaurante. Cuando la vio, se presentó como un escritor francés y le pidió permiso para intercambiar algunas palabras con ella. La atracción fue mutua y Breton dijo de ella que cuando llegó a su vida, él se encontraba sumido en una gran sombra y que ella fue como una ventana abierta.
En el verano de 1944, realizó junto a él un viaje por la península de Gaspé, en el noreste de Canadá y le inspiró el libro Arcano 17 donde este habla sobre la muerte de su hija en el último cuarteto en prosa del Arcano 17, comparándola con la muerte y resurrección del dios egipcio Osiris. En agosto de 1945, la pareja se casó en Reno, Nevada y viajaron a la reserva india de los Hopi. Se instalaron en París al terminar la guerra, el 26 de mayo de 1946 en una apartamento de la Rue Fontaine, del Boulevard Clichy próximo al Moulin Rouge.
Tras la muerte de Breton en 1966, trató de fomentar su actividad surrealista. Fue un pilar del Grupo Surrealista de París hasta la gran división de 1969. Colaboró con varias revistas surrealistas como Médium y Le Surréalisme même y escribió un capítulo de Le Surréalisme et la Peinture. Produjo muy pocas obras y realizó pocas exposiciones de manera que no fue tan conocida como otros artistas del grupo, pero expresó su talento en algunos collages, poemas-objeto, cajas surrealistas y esculturas. Marie Wilson, una artista estadounidense activa en el Grupo Surrealista de París desde 1953 a 1960, dijo de ella que era la mujer más notable del grupo y Jean-Pierre Lassalle la consideraba una artista notable. Se dice que contribuyó enormemente a la evolución del Surrealismo.

## Obra seleccionada
Cajas surrealistas
- 1959. La Loi du Vison
- 1970. Oiseau de plastique, ressort de réveil, dé à jouer
- 1971. Lucy, faire
- 1972. Ne quittez pas
- 1973. Oiseau-lire
- 1959. Méduse, escultura

Obra escrita
- 1949. Prefacio del catálogo de la exposición dedicada al pintor Jean-Paul Riopelle
- 1980. Traducción de Alpha et omega deEdvard Munch, Le Nyctalope
- 1993. André Breton, álbum de diez fotografías originales firmadas por ella, París: Au fil de l'encre

## Citas
- André Breton, Arcane 17, en Œuvres complètes, tomo 3, París: Gallimard, Bibliothèque de la Pléiade, 1999, pp. 35–111